# Benton County (Washington)
Benton County ist ein County im Bundesstaat Washington der Vereinigten Staaten. Der Verwaltungssitz (County Seat) ist Prosser, größte Stadt ist Kennewick. Das U.S. Census Bureau hat bei der Volkszählung 2020 eine Einwohnerzahl von 206.873 ermittelt.

## Geographie
Benton County liegt im Süden des Bundesstaates. Die Nord-, Süd- und Ostgrenze bildet der Columbia River.
Das County hat eine Fläche von 4558 Quadratkilometern, davon sind 154 Quadratkilometer (3,4 Prozent) Wasserfläche.

## Geschichte

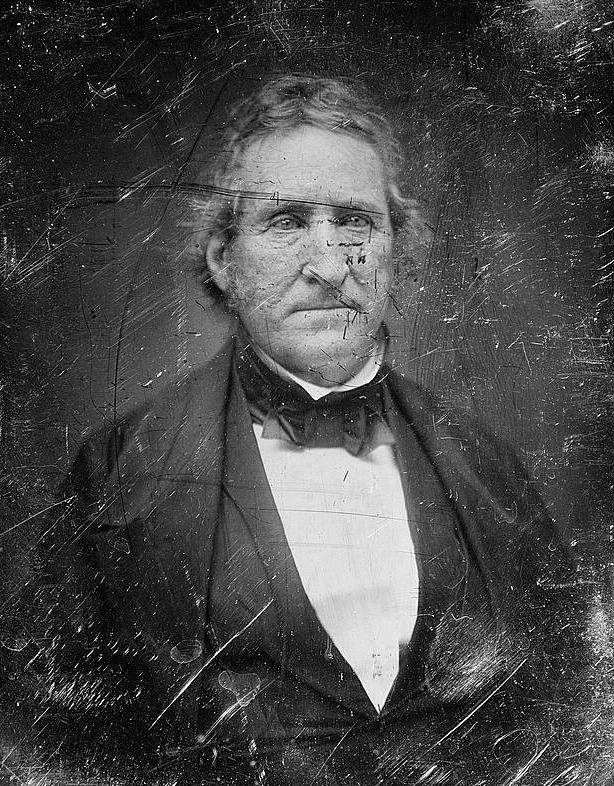
Thomas Hart Benton

Das County wurde am 8. März 1905 gegründet und nach Thomas Hart Benton, dem Senator aus Missouri, benannt.

1943 wurde in der Flussschleife Hanford Reach des Columbia Rivers im Rahmen des Manhattan-Projekts die Nuklearanlage Hanford Site errichtet. Hier wurde das Plutonium für die Atombomben des Trinity-Tests und den Angriff auf Nagasaki produziert. Nachdem die Anlage stillgelegt wurde, widmete Bill Clinton im Jahr 2000 große Teile des Geländes als Naturschutzgebiet Hanford Reach National Monument. Dem folgte 2015 der Manhattan Project National Historical Park, der nach der Unterzeichnung des National Defense Authorization Act durch Barack Obama, eingerichtet wurde.
 Neben diesen beiden historischen Gedenkstätten befinden sich mit Teilen der Saddle Mountain National Wildlife Refuge und Umatilla National Wildlife Refuge auch Teile von zwei Naturschutzgebieten auf dem Gebiet des Counties.

## Demografische Daten

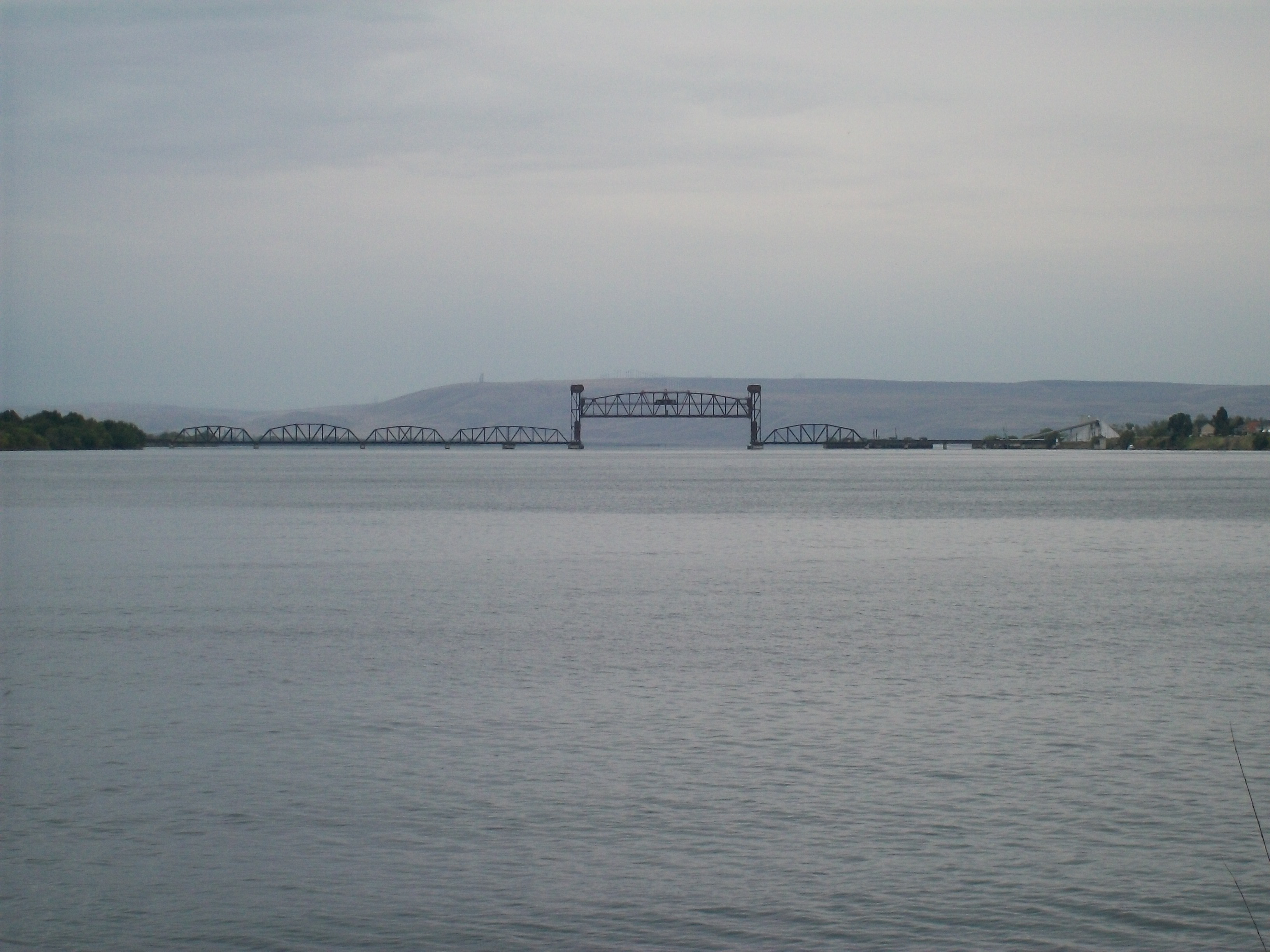
Eine Eisenbahn-Hebebrücke nahe Burbank

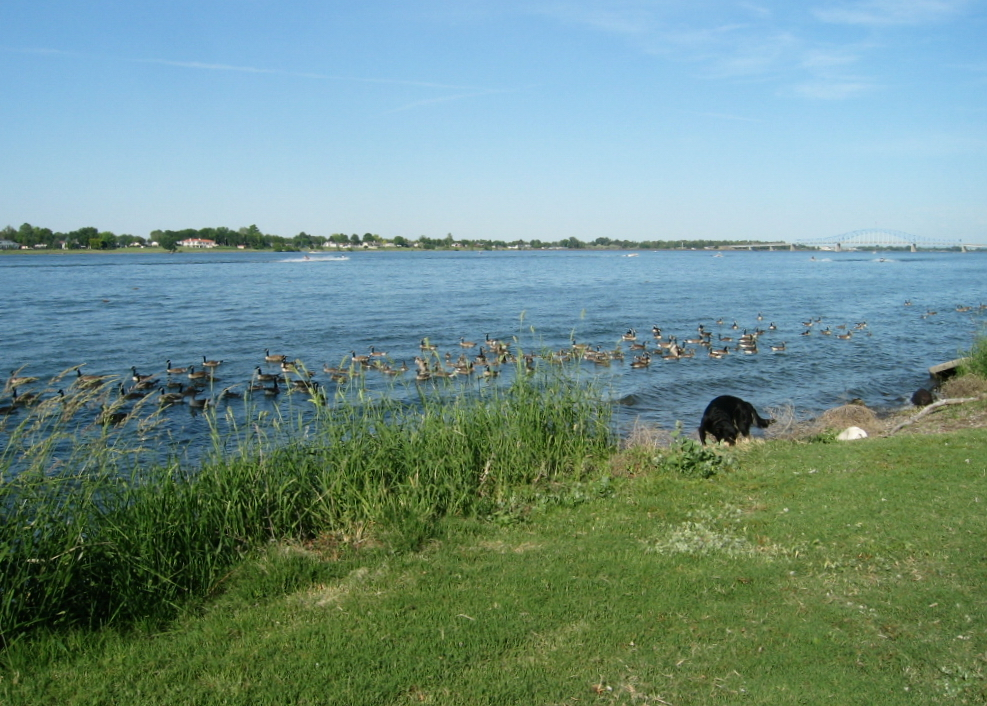
Der Columbia Park nahe Kennewick

Nach der Volkszählung im Jahr 2000 lebten im County 142.475 Menschen. Es gab 52.866 Haushalte und 38.063 Familien. Die Bevölkerungsdichte betrug 32 Einwohner pro Quadratkilometer. Ethnisch betrachtet setzte sich die Bevölkerung zusammen aus 86,25 % Weißen, 0,93 % Afroamerikanern, 0,82 % amerikanischen Ureinwohnern, 2,20 % Asiaten, 0,11 % Bewohnern aus dem pazifischen Inselraum und 7,01 % aus anderen ethnischen Gruppen; 2,69 % stammten von zwei oder mehr ethnischen Gruppen ab. 12,50 % der Bevölkerung waren spanischer oder lateinamerikanischer Abstammung.
Von den 52.866 Haushalten hatten 38,20 % Kinder und Jugendliche unter 18 Jahre, die bei ihnen lebten. 57,60 % waren verheiratete, zusammenlebende Paare, 10,20 % waren allein erziehende Mütter. 28,00 % waren keine Familien. 23,20 % waren Singlehaushalte und in 7,70 % lebten Menschen im Alter von 65 Jahren oder darüber. Die Durchschnittshaushaltsgröße betrug 2,68 und die durchschnittliche Familiengröße lag bei 3,17 Personen.
Auf das gesamte County bezogen setzte sich die Bevölkerung zusammen aus 29,70 % Einwohnern unter 18 Jahren, 8,60 % zwischen 18 und 24 Jahren, 28,50 % zwischen 25 und 44 Jahren, 22,90 % zwischen 45 und 64 Jahren und 10,30 % waren 65 Jahre alt oder darüber. Das Durchschnittsalter betrug 34 Jahre. Auf 100 weibliche Personen kamen 98,70 männliche Personen, auf 100 Frauen im Alter ab 18 Jahren kamen statistisch 96,30 Männer.

Das jährliche Durchschnittseinkommen eines Haushalts betrug 47.044 USD, das Durchschnittseinkommen der Familien betrug 54.146 USD. Männer hatten ein Durchschnittseinkommen von 45.556 USD, Frauen 27.232 USD. Das Prokopfeinkommen betrug 21.301 USD. 10,30 % der Bevölkerung und 7,80 % der Familien lebten unterhalb der Armutsgrenze. 14,30 % davon waren unter 18 Jahre und 6,90 % waren 65 Jahre oder älter.